# Postales (álbum)
Postales es el nombre del tercer álbum de estudio de la cantautora guatemalteca Gaby Moreno. El álbum fue publicado el 4 de septiembre de 2012 por Metamorfosis e incluye 12 canciones.

## Lista de canciones
| Postales |                          |          |  |
| N.º      | Título                   | Duración |  |
| 1.       | «No estoy tan mal»       | 4:23     |  |
| 2.       | «Tranvía»                | 3:06     |  |
| 3.       | «Valle de magnolias»     | 3:52     |  |
| 4.       | «Ave que emigra»         | 4:20     |  |
| 5.       | «Nostalgia»              | 3:19     |  |
| 6.       | «Blues de mar»           | 4:21     |  |
| 7.       | «Juegos y miedo»         | 5:32     |  |
| 8.       | «Qué voy a hacer»        | 3:45     |  |
| 9.       | «El sombreron»           | 4:05     |  |
| 10.      | «Luz y sombra»           | 3:49     |  |
| 11.      | «Quizás, quizás, quizás» | 3:49     |  |
| 12.      | «No soy el aire»         | 4:14     |  |
| 48:32    |                          |          |  |